# إدارة المعرفة الشخصية
إدارة المعرفة الشخصية (بالإنجليزية: Personal knowledge management) يقصد بها مجموعة من العمليات التي يقوم بها الشخص لجمع، تصنيف، تخزين، البحث عن، ومشاركة المعرفة (المعلومات) في الأنشطة اليومية العادية. إدارة المعرفة الشخصية تعني كذلك أن «عاملي المعرفة» (وهم الأشخاص الذين يكون رأس مالهم الرئيسي هو العلم، كالأطباء والمهندسين) هم مسؤولون عن تعلمهم الشخصي ونموهم الفكري.